# Pippa Saunders
Philippa Rose "Pippa" Saunders, es un personaje ficticio de la serie de televisión australiana Home and Away interpretada por la actriz Piper Morrissey desde el 15 de julio de 2013 hasta el 5 de septiembre del mismo año. Anteriormente Pippa fue interpretada por la actriz Chloe Marshall del 2007 al 3 de abril de 2008 y por varios infantes del 4 de junio de 2004 al 2007. 

## Biografía
Pippa regresa a la bahía con su madre en julio del 2013 en donde Sally le revela a Alf que Pippa tiene una misteriosa enfermedad mitocondrial que amenaza su vida. Más tarde Sally y Pippa deciden irse para que Pippa reciba tratamiento.